# Qanungo
Qanungo, auch Qanungoh, Kanungo, eigtl. Erläuterer des Gesetzes, von arab. کانون, qānun, türk. und hindi kānūn (in Devnagari कानून), wörtlich  „Gesetz“, ist eine im Norden Indiens, in Pakistan und Bangladesch seit dem hohen Mittelalter (13. Jh.) gebräuchliche Bezeichnung für die mit der Registrierung von Grundstücken zu Steuerzwecken auf der Verwaltungsebene der Parganas betrauten örtlichen Beamten, die oft einer der höheren Hindukasten (Brahmanen, Khatri, Kayastha u. a.) angehörten; Titel und Amt wurden in den Familien erblich.

## Entstehung und Entwicklung des Amtes
Neben dem Qanungo waren in den Parganas als kleinster Steuereinheit noch ein Shiqdar als Offizier der Militärpolizei sowie ein Amīn (Munsiff) als ziviler Polizeioffizier für die Verwaltung zuständig. Auf Dorfebene verrichtete dagegen ein Patwari (Dorfschreiber) die Verwaltungsarbeiten.
Bereits unter dem muslimischen Sultanat von Delhi, dann verstärkt unter den Moguln, vor allem nach den Reformen Akbars, und noch in Britisch-Indien waren die Qanungo neben den Chaudhurys, den Dorfvorstehern, einflussreiche Mittler zwischen den staatlichen Oberbehörden, den Landbesitzern (darunter auch Zamindare) und den Bauern, bis sie im Zug des Indischen Aufstands von 1857 bis 1858, als korrupt, verkommen und tyrannisch verschrien, an Einfluss verloren.
Die Qanungos besaßen durch die Führung der Grundbücher, Steuer-, Produktions- und anderer Register einen vollständigen Überblick über die landwirtschaftlichen Besitzverhältnisse und Erträge ihres Bezirks. Ihr Amt war seit Akbar I. mit einem festen Gehalt in Form von Ertragszuweisungen, später mit einem festen Steueranteil, etwas niedriger als der der Chaudhuris, ausgestattet.
Qanungo (Kanungo) ist heute ein Familienname.

## Kuriosa
Der Begriff kommt nicht im einschlägigen Verzeichnis der anglo-indischen Begriffe, dem Hobson-Jobson, vor.

## Belege
1. ↑  EI (2009), Index Volume, S. 310; EI Bd. 8 (1993), S. 271 s. v. Pargana
2. ↑  Kánungo wird von den Káyasth in Bengalen als Ehrentitel geführt; Risley, Tribes and Castes of Bengal, S. 420
3. ↑  C.C.Davies, EI vol.viii, S. 270 f. - Zum sozialen Ansehen des Patwari, das geringer war als das des Qanungo, siehe Risley, Tribes and Castes of Bengal, vol. i, S. 445
4. ↑  Richards, Mughal Empire, S. 82
5. ↑  Banglapedia s. v. Qanungo